# ダラム地域

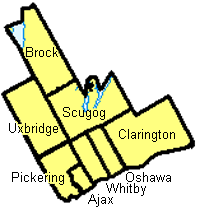
ダラム地域の地図

ダラム地域（ダラムちいき、英：Regional Municipality of Durham）は、カナダのオンタリオ州南部に位置する地方行政区のひとつ。ダラム地方（Durham Region）とも呼ぶ。同地域のモットーは、「"A Great Place to Grow"」。トロントの東に位置し、グレータートロント（GTA）の一部を形成している。ただし、オシャワとウィットビー、クラリントンは独自のオシャワ都市圏に区分される。行政府はウィットビーに置かれているが、行政府の施設は他都市に分散している。面積は日本の神奈川県（2,415.47 km²）とほぼ同じである。
同地域の前身はオンタリオ郡とノーザンバーランド・ダラム連合郡であり、1974年に再編されたことによって誕生した。南部はトロント郊外の東端に位置し自然が多い。北部は田園に囲まれた小さな町が点在している。また、ミシサガ族の先住民居留地（Indian reserve）がスキュゴグ島にある。

## 地理

### 人口
| 年度   | 人口（人） | 増加率（%） |
| ------ | ---------- | ----------- |
| 2016年 | 645,862    | 6.2%        |
| 2011年 | 608,124    |             |
| 2006年 | 561,258    | 10.7%       |
| 2001年 | 506,901    | 10.5%       |
| 1996年 | 458,616    | -           |

- 増加率は過去5年間の人口増加率を意味する。

同地域では2001年から2006年にかけて10%代の人口成長率があり、同期間の人口増加率27.2%のウィットビーと増加率22.3%のエイジャックスの2都市の成長がめざましい。

## 主な都市
- オシャワ （Oshawa）
- ウィットビー （Whitby）
- ピカリング （Pickering）
- エイジャックス （Ajax）
- クラリントン （Clarington）
- スキュゴグ （Scugog）
- アクスブリッジ （Uxbridge）
- ブロック （Brock）

## 教育
- オンタリオ工科大学 （University of Ontario Institute of Technology）
- ダラム・カレッジ （Durham College）

## 交通

### 市内交通
- ダラム・リージョン・トランジット （Durham Region Transit）

### 高速道路
- 400シリーズ・フリーウェイズ
  - ハイウェイ401 （Highway 401）
  - ハイウェイ403 （Highway 403）
  - ハイウェイ407 （Highway 407（ETR、407 Express Toll Route））

## 観光
- モスポート・インターナショナル・レースウェイ：初回のF1カナダグランプリを開催したサーキット。クラリントンのボーマンビル地区にある。